# 奇布查水鼠屬
奇布查水鼠屬（学名：Chibchanomys），哺乳綱、囓齒目、倉鼠科的一屬啮齿动物，而與奇布查水鼠屬（奇布查水鼠）同科的動物尚有哥倫比亞林鼠屬（哥倫比亞林鼠）、灰鼠屬（灰鼠）、裂爪鼠屬（裂爪鼠）、暮鼠屬（壯暮鼠）等之數種哺乳動物。

## 下属分类
本科包括以下属：
- Chibchanomys orcesi Jenkins & Barnett, 1997
- Chibchanomys trichotis (Thomas, 1897)